# Tomb Raider (игра, 1996)
Tomb Raider (с англ. — «Расхитительница гробниц») — компьютерная игра в жанре приключенческого боевика, первая игра одноимённой серии игр. «Tomb Raider» была разработана компанией Core Design и издана Eidos Interactive в 1996 году на платформах Sega Saturn, PlayStation, Macintosh и PC. Существует версия игры для портативной игровой консоли N-Gage, а также для мобильных платформ iOS и Android.
Tomb Raider — это один из родоначальников жанра шутера от третьего лица. Игра была настолько популярна, что породила множество подражаний и в целом оказала значительное влияние на развитие данной ветви игровой индустрии. До сих пор Tomb Raider и Лара Крофт остаются одними из самых узнаваемых символов культуры компьютерных игр.

## Игровой процесс

Уровень «Lost Valley» (Перу)

Особенность движка Tomb Raider — деление трёхмерного игрового пространства на блоки (квадраты), которые легко заметить при внимательном осмотре уровней. Тем не менее, разработчиками был принят ряд мер, благодаря которым кубичность окружения становится не такой заметной — в частности, разумно используется текстурирование, спрайты и дополнительные декорации (англ. static meshes). Однако, «кубизм» первого Tomb Raider остался «фирменным знаком» серии вплоть до 2001 года, так как именно на движке этой игры и базировались все последующие игры (до Tomb Raider: The Angel of Darkness).
Главная задача игрока в Tomb Raider — с помощью замысловатых акробатических приёмов, а также путём манипуляций с многочисленными переключателями и механизмами получить доступ к ранее заблокированным зонам уровня и в конце концов перейти на следующий этап. В достижении этой цели игроку мешают разнообразные враги (в английском TR-сленге — baddies) и хитроумные ловушки (к примеру, «классические» ямы с шипами, валуны и раскачивающиеся лезвия). Помимо основных задач в каждом уровне внимательный игрок может найти несколько секретов — хорошо спрятанных бонусов (аптечки, боеприпасы и т. п.).
В отличие от многих современных аркад и платформеров, почти все возможные действия в Tomb Raider осуществляются игроком вручную, без помощи со стороны движка игры. Например, для того, чтобы поднять некий предмет, использовать выключатель или забраться на уступ, игроку необходимо нажать определённую клавишу или кнопку на клавиатуре (геймпаде).
Значительным отличием версий для PlayStation и Sega Saturn является наличие чекпойнтов — точек сохранения, представленных в виде плавающих в воздухе сиреневых кристаллов, каждый из которых можно использовать лишь один раз. PC-версия позволяет сохраняться в любом месте.

## Сюжет

Натла и Лара. Уровень «Atlantis».

Эксцентричная бизнес-леди Жаклин Натла нанимает Лару Крофт для поисков древнего артефакта Сциона. Археолог отправляется в горную экспедицию в Перу, где находит потайной вход в жилище инков. Проводник Лары погибает от атаки волков, и дальше ей приходится идти одной. В глубине заснеженных пещер она находит Вилькабамбу — «город в скале», где, по преданию, похоронен царь Куалопек. Его гробница — и есть местонахождение Сциона. На выходе из гробницы Лара попадает в засаду наёмника Ларсона, также нанятого Натлой для поисков Сциона. После противоборства с ним Лара узнаёт от него, что найденный артефакт — лишь составная часть ключа к воротам Атлантиды. Лара отправляется в офис Натлы, где узнаёт о местонахождении недостающего кусочка из записей служителя монастыря.
Вторая часть Сциона находится в Греции, в средневековом монастыре Святого Франциска. Там Лара встречает конкурента — Пьера Дюпона — такого же «расхитителя гробниц», как и она сама. В древних катакомбах монастыря, где замысловатым образом переплетаются культуры христианства, Древней Греции и Скандинавии, Лара обнаруживает вход в гробницу императора Атлантиды Тихокана, где расправляется с Пьером и отнимает у него вторую часть Сциона. После воссоединения двух частей артефакта у Лары случается видение: Тихокан и Куалопек на вершине пирамиды судят третьего члена Триумвирата — свою сестру. Так Лара узнаёт, что третья часть Сциона в Египте в Храме Нефертари, куда и отправляется на поиски.
Прибыв в Египет, Лара встречается с новыми опасными противниками: мутантами. Решив множество головоломок, она встречается с Ларсоном, который выжил после встречи в Перу, но теперь эта битва оказывается для него последней, а Лара забирает третью часть Наследия (Сциона). Вместе с сообщниками Натла в конце концов находит Лару и отнимает у неё все три части Сциона, после чего приказывает убить её, но девушке удаётся сбежать и укрыться на яхте Натлы.
Прибыв на остров посреди океана, безоружная Лара пытается найти Натлу. Во время поисков, она убивает всех наёмников Жаклин и забирает оружие. Поиски приводят её к подножью Великой Пирамиды — центрального сооружения Атлантиды. Прорвавшись сквозь толпу мутантов, она находит запущенный Сцион и касается его. Лара снова получает видение: сестрой Тихокана и Куалопека оказывается Натла. Каждая часть Сциона — знака власти — принадлежала одному из них, но Натла, захотевшая завладеть всем Сционом (а значит и всем миром), нарушила баланс сил, начала создавать мутантов и вызвала гибель Атлантиды. За это братья заперли её в глыбе льда и похоронили на территории нынешнего Нью-Мехико. В наши дни, в ходе ядерного испытания Тринити, тюрьма Натлы была повреждена, и она выбралась на свободу. Тут выходит сама Натла и рассказывает о своём плане по созданию новой совершенной расы. Выслушав это, Лара почти уничтожает Сцион, но Натла скидывает её в пропасть. Археолог успевает зацепиться, а Жаклин падает в озеро лавы. Расхитительница гробниц убивает огромного мутанта, возвращается и уничтожает Наследие. Пирамида начинает разрушаться, Лара почти находит выход, но на неё нападает мутировавшая Натла, которая теперь умеет летать и стрелять энергетическими шарами, как и её мутанты. Крофт убивает правительницу, выбирается из Пирамиды и уплывает на лодке.

## История разработки

Уровень «Palace Midas» (Греция)

Предварительные работы над Tomb Raider начались в середине 1990-х годов, когда сотрудники небольшой английской компании Core Design начали разработку игры в трёхмерном окружении — доселе незнакомой для компании области. Первые наброски уровней дизайнеров — больших ступенчатых пирамид в джунглях, древних гробниц — концентрировались на сражениях, исследовании и решении головоломок. Тоби Гард, ведущий дизайнер проекта, хотел, чтобы главный персонаж игры был всегда на экране. Протагонистом, искателем приключений и археологом, должен был стать классический герой-мужчина. Чтобы максимально дистанцироваться от аналогий с Индианой Джонсом, Тоби Гард предложил сделать главного персонажа женщиной — достаточно смелый ход, если учесть, что в то время женщины в играх играли роль «девицы в беде».
Имя и образ героини менялись по ходу разработки. Пройдя несколько итераций, в итоге главная героиня стала олимпийской гимнасткой южноамериканского происхождения и экспертом античности, готовой ринуться в опасные приключения, лишь бы заполучить древнейшие артефакты. Этот персонаж получил имя Лаура Круз (англ. Laura Cruz). Однако к этому времени студия Core Design была приобретена издателем Eidos Interactive, который вмешался в разработку и потребовал более «британское» имя. Команда из шести разработчиков, составлявшая ядро проекта, не придумав ничего лучше, взяла телефонный справочник города Дерби и стала выбирать из него имена. В итоге победило имя «Лара Крофт». Изменение имени повлекло и изменение биографии: теперь Лара Крофт превратилась в аристократку из древнего английского рода, получившую отличное и всестороннее образование и теперь от скуки готовую отправиться в приключения. Для её озвучивания Core Design наняла английскую актрису Шелли Блонд.
Изначально игра разрабатывалась для приставки Sega Saturn, однако, растущая популярность PlayStation сделала приоритетной именно эту платформу. Параллельно шла разработка для DOS. В итоге оригинальная игра вышла на этих трёх платформах 15 ноября 1996 года.

### Музыкальное сопровождение
Одна из самых примечательных черт игры — эпический инструментальный саундтрек, автором которого являлся Натан Маккри (англ. Nathan McCree). В музыке Tomb Raider активно используются духовые и струнные инструменты (главным образом арфа), а также хор. Главная музыкальная тема была столь популярна, что стала своего рода гимном всей серии и в том или ином виде появлялась во всех последующих частях игры (несмотря на то, что Натан Маккри оставил пост композитора после выхода Tomb Raider III).

## Порты и переиздания

### Tomb Raider: Unfinished Business
В 1998 году, вскоре после выхода Tomb Raider II, был осуществлён повторный выпуск Tomb Raider для DOS и впервые — для Macintosh. Эта версия, названная Tomb Raider Gold — The Shadow of the Cat в Северной Америке, и Tomb Raider: Unfinished Business в других странах, кроме оригинальной игры содержит две новые главы «Shadow of the Cat» и «Unfinished Business» (содержащие по два уровня в каждой). Эти уровни были созданы в подразделении Eidos в Сан-Франциско Филипом Кэмпбеллом (англ. Phil Campbell), Ребеккой Шарин (англ. Rebecca Shearin) и Гари Лярошеллем (англ. Gary LaRochelle).
Первая глава игры начинается в Египте спустя несколько месяцев после событий оригинальной игры. Лара возвращается в город Камун, чтобы исследовать таинственную статую египетской богини Баст. Вторая глава начинается после событий оригинального Tomb Raider, а заканчивается разрушением последних следов расы Атлантов.

### Мобильные платформы
В 2003 году игра была портирована на карманную приставку N-Gage, а вскоре после этого студия-разработчик, Core Design, была закрыта и расформирована. Исходный код игры долгое время считался утерянным, но в конце 2006 года французская инди-студия Realtech VR получила доступ к личному архиву одного из разработчиков и в декабре 2013 года, по соглашению с издателем Square Enix, выпустила порт Tomb Raider для iOS, а чуть позже — и для Android.

### Tomb Raider: Anniversary
30 октября 2006 года Eidos анонсировала ремейк оригинального Tomb Raider, который вышел в следующем году под названием Tomb Raider: Anniversary. Сюжет и оформление уровней практически точно повторяет первую часть, но новый движок даёт графику нового поколения. Также добавлены некоторые новые элементы геймплея, прямо не влияющие на прохождение игры. Уровни стали короче, были убраны многие моменты из игры, не влияющие на сюжет.
Эта игра стала частью новой хронологии серии игр о Ларе Крофт вместе с предыдущей Tomb Raider: Legend и последующей игрой Tomb Raider: Underworld.

### Tomb Raider I—III Remastered
14 сентября 2023 года Crystal Dynamics и Aspyr Media анонсировали выход ремастера игры в составе сборника Tomb Raider I—III Remastered (включая все дополнения к играм трилогии, до этого выходившие экслюзивно для Windows) для PlayStation 5, PlayStation 4, Xbox Series X/S, Xbox One, Nintendo Switch и Windows. Сборник вышел 14 февраля 2024 года. Помимо различных улучшений, связанных с игровым процессом и графикой, в ремастере существует возможность переключения между современной и оригинальной графикой в любой момент.

### Пользовательский контент
Ввиду достаточной лёгкости для модификации DOS-версии Tomb Raider любителями было выпущено множество утилит, модов, патчей и дополнений к игре. Среди них был мод, подменяющий текстуры модели Лары Крофт и «оголявшей» её, который получил название «Nude Raider». Разработчики выступали против такого использования их образа и даже подавали в суд на пользователей, распространявших подобные материалы. Позже Nude Raider стал частью фольклора серии — многие игроки считали, что существуют официальные патчи и коды, позволяющие задействовать «голый» режим, а для каждой части игры вопреки всем действиям разработчиков и издателей, впоследствии регулярно выходила своя версия Nude Raider.
Существует проект OpenTomb, задачей которого является открытая реализация оригинального движка первых пяти игр о Ларе Крофт от Core Design, включая Tomb Raider.

## Обзоры
| Сводный рейтинг    | Сводный рейтинг | Сводный рейтинг | Сводный рейтинг | Сводный рейтинг |
| Издание            | Оценка          | Оценка          | Оценка          | Оценка          |
| Издание            | N-Gage          | PC              | PS              | Saturn          |
| ------------------ | --------------- | --------------- | --------------- | --------------- |
| GameRankings       | 55,87 %         | 92 %            | 90,02 %         | 87 %            |
| Metacritic         | N/A             | N/A             | 91/100          | N/A             |
| Иноязычные издания |                 |                 |                 |                 |
| Издание            | Оценка          | Оценка          | Оценка          | Оценка          |
| Издание            | N-Gage          | PC              | PS              | Saturn          |
| 1UP.com            | N/A             | N/A             | A               | N/A             |
| CVG                | N/A             | N/A             | N/A             | [ 20 ]          |
| Edge               | N/A             | 9/10            | 9/10            | N/A             |
| EGM                | N/A             | N/A             | 9,125/10        | N/A             |
| Famitsu            | N/A             | N/A             | 24/40           | N/A             |
| GameRevolution     | N/A             | A               | A               | A-              |
| GamesMaster        | N/A             | N/A             | N/A             | 95 %            |
| GameSpot           | N/A             | 8,5/10          | 8,5/10          | 7,9/10          |
| GameZone           | N/A             | 7/10            | N/A             | N/A             |
| IGN                | N/A             | N/A             | 9,3/10          | N/A             |
| Next Generation    | N/A             | N/A             | N/A             | [ 32 ]          |
| OPMUK              | N/A             | N/A             | 10/10           | N/A             |

С момента выхода Tomb Raider обрела широкий успех среди игроков, разойдясь тиражом 7 млн копий по всему миру. В августе 1998 года версия для PC получила статус «Платиновой» (свыше 200 тыс. копий в Германии, Австрии и Швейцарии) по версии немецкой ассоциации развлекательного ПО Verband der Unterhaltungssoftware Deutschland (VUD), версия для PlayStation — «Золотой» (свыше 100 тыс. копий).
Игра стала хитом PlayStation, внеся свой вклад в общий успех консоли. Tomb Raider помогла Eidos Interactive справиться с финансовыми проблемами, обернув убыток предыдущего финансового года в прибыль в текущем. Став одной из самых продаваемых игр для PlayStation, Tomb Raider одной из первых вошла в серию PlayStation Platinum. В 1997 году Sony Computer Entertainment подписала контракт с Eidos на издание продолжений игры эксклюзивно для своей консоли до 2000 года.

### Критика
Tomb Raider остаётся одной из самых хорошо принятых игр среди игровой прессы. Критики восторженно отзывались о вариативности игры и прекрасном управлении, революционной компьютерной графике, захватывающем окружении и случайных битвах, призванных поддерживать накал сюжета. Electronic Gaming Monthly назвал Tomb Raider «самой лучшей игрой для PlayStation на данный момент».
Ряд критиков оценил версию для PlayStation выше, чем для Saturn, хотя другие оценивали только версию для одной из платформ, отмечая, что отличия изданий PlayStation и Saturn несущественны.
Tomb Raider получила множество наград «Игра года» от различных изданий. Tomb Raider стала лучшей игрой и 3D Action игрой 1996 года по версии «Computer Games Strategy Plus». Кроме того, игра стала финалистом множества наград различных изданий: «Лучшая action-игра 1996 года» по версии CNET Gamecenter (уступила Quake), «Игрой года для PlayStation» (уступила Tekken 2) и «Игрой года для Saturn» (уступила Dragon Force) по версии «Electronic Gaming Monthly».
В 1998 году Tomb Raider получила Origins Award в категории «Лучшая компьютерная игра 1997 года в жанре экшен». Главная героиня игры Лара Крофт приобрела большую популярность, попав на обложки различных неигровых журналов.
В 1998 году «PC Gamer» поместил игру на 47 место в списке лучших когда-либо созданных компьютерных игр. В 2001 году «Game Informer» поместил игру на 86 место в списке лучших когда-либо созданных компьютерных игр. Уровень подачи сюжета в сочетании с атмосферной музыкой и великолепной графикой были беспрецедентными на тот момент.
Тем не менее, Tomb Raider получила некоторую долю критики за неудобную камеру и программные ошибки.

### Рецензии российской прессы
Обозреватель журнала «Игромания» Александр Башкиров, рассматривая игру спустя 15 лет после выхода, заявил, что у оригинальной Tomb Raider не так уж и много положительных черт. Критик похвалил полностью трёхмерный движок и неплохой дизайн уровней, а также впечатляющую главную героиню. Геймплей, основной чертой которого являлась акробатика, на взгляд рецензента, выглядел очень неуклюжим и скучным по сравнению с проектом Super Mario 64. Кроме того, неочевидные карнизы и неудобно расположенные рычаги вызваны, по мнению автора, небрежностью разработчиков. Относительно графической составляющей, было сказано, что «… в наше время нужно определённое воображение, чтобы увидеть в колыхающихся зеленовато-коричневых полигонах пышные гробницы, хрустальные водопады и прелести полигональной топ-модели».
Юрий Поморцев, обозреватель журнала «Страна игр», заявил, что игра Tomb Raider — хит, который войдёт в историю или, как минимум, оставит «след на компьютерном небосклоне». По его мнению самой главной причиной успеха проекта являлась жанровая принадлежность игры — шутер от третьего лица. Критик также похвалил великолепную прорисовку деталей, яркие текстуры, колоритный, высокодетализированный игровой мир. Автору крайне импонировал тот факт, что главным героем истории являлась девушка Лара Крофт — миловидная, тренированная и обладающая «бесстрашным сердцем». Рецензент отмечал наличие плавной анимации, качественной векторной графики, красочных роликов, приятных головоломок и удобного управления. Особой похвалы удостоились «таинственные» и «романтичные» локации. Единственным досадным упущением критик посчитал отсутствие мультиплеера.